# Seol Dayeong
Seol Dayeong (née le 1er avril 1996) est une archère sud-coréenne. Elle remporte le bronze aux championnats du monde de tir à l'arc.

## Biographie
Seol Dayeong fait ses débuts au tir à l'arc en 2009. Ses premières compétitions internationales ont lieu en 2015. En 2015, elle remporte le bronze dans l'épreuve de tir à l'arc par équipe femme lors des championnats du monde.

## Palmarès
- Championnats du monde[1]
  -  Médaille de bronze à l'épreuve par équipe femme aux championnats du monde 2015 à Copenhague (avec Kim Yun-hee et Choi Bomin).

- Coupe du monde[1]
  -  Médaille d'argent à l'épreuve par équipe femme à la coupe du monde 2015 de Antalya.
  -  Médaille de bronze à l'épreuve individuel femme à la coupe du monde 2016 de Shanghai.

- Universiade[1]
  -  Médaille de bronze à l'épreuve par équipe femme aux Universiade d'été de 2015 de Gwangju.

- Championnats d'Asie[1]
  -  Médaille d'or à l'épreuve par équipe femme aux championnats d'Asie de 2015.